# Temporada 2007-2008 del Club Joventut Badalona
La temporada 2007-2008 va ser la 69a temporada en actiu del Club Joventut Badalona des que va començar a competir de manera oficial. La Penya va disputar la seva 52a temporada a la màxima categoria del bàsquet espanyol. Va acabar la fase regular en la 2a posició, classificant-se per a disputar els play-offs pel títol, una posició similar a l'aconseguida a la temporada anterior. Va guanyar tres títols: la Copa ULEB, la Copa del Rei i la Lliga Catalana.

## Resultats
Copa ULEB
En aquesta temporada el DKV Joventut es va proclamar campió de la seva primera Copa ULEB, derrotant a la final celebrada a Torí el 13 d'abril a l'Akasvayu Girona per 54 a 79. Tot i que el camí per arribar a la final no va ser fàcil, va aconseguir imposar-se amb una gran superioritat. Va quedar líder en la fase de grups, cedint només una derrota. A setzens es va desfer de l'Allianz Swans Gmunden austríac guanyant els dos partits per 30 i 21 punts de diferència respectivament (89-59 i 77-56) i a vuitens va derrotar el Khimki Moscow Region també amb comoditat (73-96 i 69-54). En el mes d'abril va disputar la Final Eight, en la que va guanyar el Pamesa Valencia a quarts (77-67) i al Galatasaray Cafe Crown a semis (90-83), uns dies abans de disputar la gran final.
Lliga ACB
A la Lliga ACB finalitza la fase regular en la segona posició de 18 equips participants, classificant-se per disputar els play-offs pel títol. En 34 partits disputats de la fase regular va obtenir un bagatge de 25 victòries i 9 derrotes, amb 2.980 punts a favor i 2.650 en contra (+330).
Copa del Rei
La Penya va assolir la seva cinquena Copa del Rei, guanyant aquesta edició celebrada a Vitòria. Va guanyar a quarts de finals el Pamesa Valencia (84-59), el Reial Madrid en semifinals (81-76) i el Tau Vitòria a la final (80-82). Rudy Fernández es convertia en el primer jugador que repetia el trofeu de MVP, ja que ja l'havia guanyat l'any 2004.
Play-offs
El DKV va eliminar l'Akasvayu Girona als quarts de final en tres partits (2-1), però va perdre a les semifinals davant l'AXA Barcelona (2-0).
Lliga Catalana
A la Lliga Catalana, disputada a Badalona, el DKV Joventut va derrotar l'Akasvayu Girona a la final (84-66), proclamant-se campió del trofeig per desena vegada.

## Fets destacats
2007
- 24 de setembre: El Joventut venç l'Akasvayu Girona a l'Olímpic i s'enduu la Lliga Catalana.[6]

2008
- 10 de febrer: El DKV derrota el Tau Vitòria i guanya la seva cinquena Copa del Rei.[4]
- 13 d'abril: L'equip es proclama campió de la seva primera Copa ULEB, derrotant a la final a l'Akasvayu Girona per 54 a 79.[1]

## Plantilla
La plantilla del Joventut aquesta temporada va ser la següent:
| Club Joventut Badalona: plantilla 2007-08 |                           |            |      |
| #                                         | Jugador                   | Pos.       | A.   |
| 00                                        | Demond Mallet             | Base       | 1.82 |
| 4                                         | Pau Ribas                 | Escorta    | 1.94 |
| 5                                         | Rudy Fernández            | Aler       | 1.96 |
| 9                                         | Ricky Rubio               | Base       | 1.89 |
| 11                                        | Lubos Barton              | Aler       | 2.02 |
| 14                                        | Jan Hendrik Jagla         | Aler pivot | 2.13 |
| 15                                        | Petar Popović             | Pivot      | 2.10 |
| 16                                        | Eduardo Hernández-Sonseca | Pivot      | 2.12 |
| 18                                        | Ferran Laviña             | Escorta    | 1.92 |
| 21                                        | Dimitri Flis              | Aler pivot | 2.03 |
| 22                                        | Jerome Moiso              | Pivot      | 2.08 |
| 32                                        | David Noel                | Aler       | 1.98 |

| Club Joventut Badalona: staff 2007-08 |                      |
| Nom                                   | Funció               |
| Aíto García Reneses                   | Entrenador           |
| Sito Alonso                           | Entrenador assistent |
| David Garcia                          | Entrenador assistent |

| Jugadors del planter amb minuts al 1r equip |              |      |      |              |
| #                                           | Jugador      | Pos. | A.   | Participació |
| 12                                          | Josep Franch | Base | 1.92 | 3 partits    |
| 19                                          | Pere Tomàs   | Aler | 2.00 | 9 partits    |

### Baixes
| Baixes a l'inici de temporada |            |
| Jugador                       | Pos.       |
| Marcelinho Huertas            | Base       |
| Elmer Bennett                 | Base       |
| Paco Vázquez                  | Escorta    |
| Robert Archibald              | Pivot      |
| Roberto Dueñas                | Pivot      |
| Andrew Sullivan               | Aler pivot |
| Charles Gaines                | Aler pivot |
| Andrew Betts                  | Pivot      |

| Baixes durant la temporada |            |
| Jugador                    | Pos.       |
| Lonny Baxler               | Aler pivot |